# Shōchiku
La Shōchiku (松竹) est une société de production cinématographique japonaise fondée en 1895 par les frères Ōtani : Matsujirō Ōtani (大谷 松次郎, Ōtani Matsujirō) et Takejirō Ōtani (大谷 竹次郎, Ōtani Takejirō). Le nom de la compagnie, dont le nom entier est Shōchiku Kinema Gomeisha, résulte de l'assemblage des premiers caractères des prénoms  respectifs des frères lus avec la lecture chinoise (on'yomi) :  shō (松, le pin) et  chiku (竹, le bambou).

## Historique
À l'origine, la société produit des spectacles de théâtre kabuki. La Shōchiku ne commence à produire des films qu'à partir de 1920 ; à cette époque au Japon, il n'y a qu'une seule maison de production : la Nikkatsu Corporation, fondée en 1912. Les frères Ōtani fondent des studios à Kamata, près de la baie de Tokyo. Leur premier film est Âmes sur la route (路上の霊魂, Rojō no Reikon) de Minoru Murata, en 1921 ; ce film innove du fait du montage qui alterne deux récits parallèles, tout comme l'a fait D. W. Griffith avec Intolérance en 1916. La compagnie contribue à la création d'un star system avec des actrices populaires, telles que Harumi Hanayagi ou Sumiko Kurishima dans The Cuckoo (Hototogisu) en 1922. En 1924, la Shōchiku produit des jidai-geki sur la période Edo dans ses studios de Kyoto. À la fin des années 1920, le studio produit des courts-métrages burlesques réalisés par Keisuke Sasaki, Torajirō Saitō et  Yasujirō Ozu.

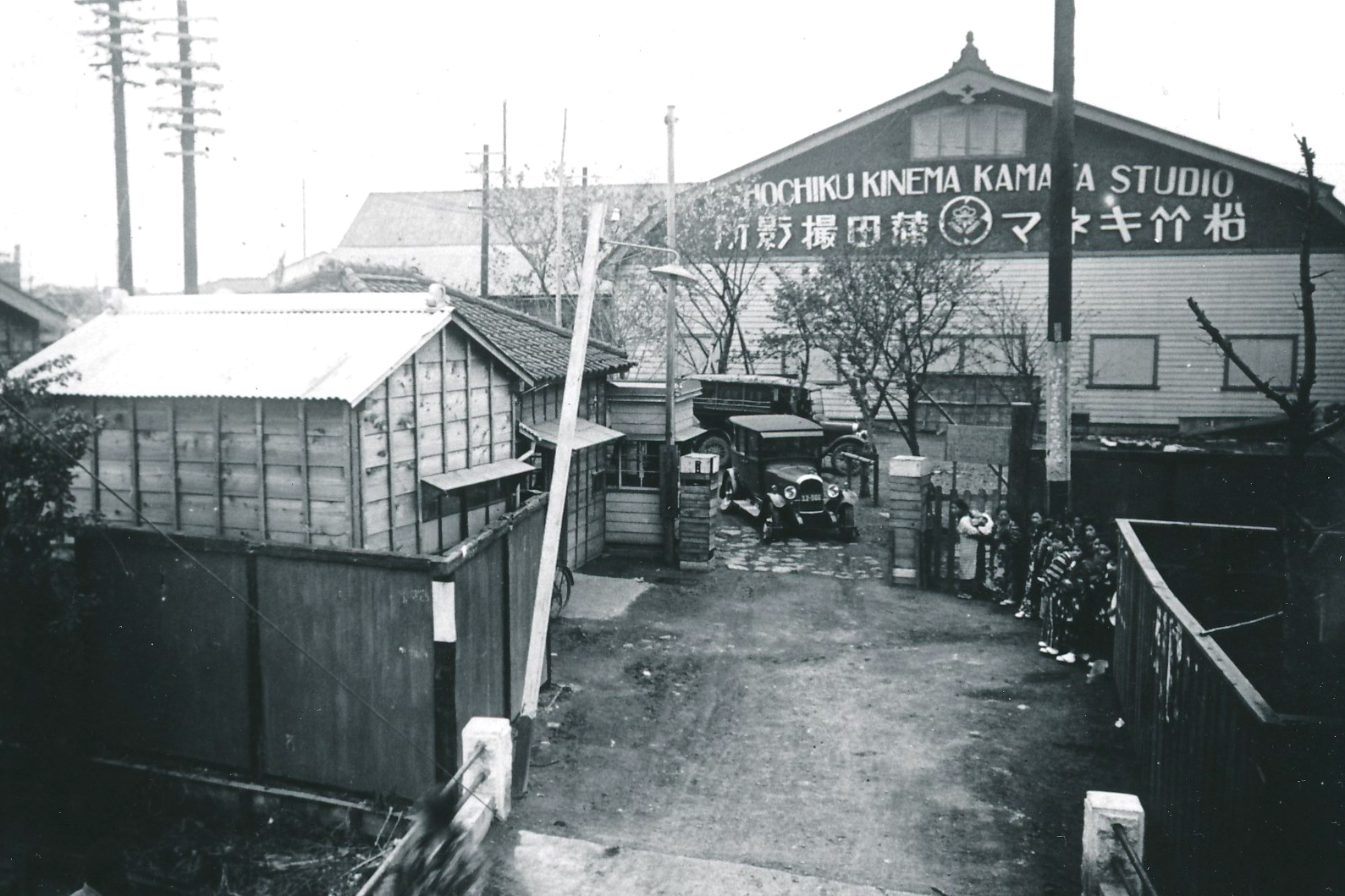
Studios Kamata de la Shōchiku dans les années 1920

Avec l'arrivée à la tête des studios de Shirō Kido, un nouveau genre est créé : le shomin-geki sur la vie des classes moyennes et défavorisées, les premiers films de Hiroshi Shimizu ou Yasujirō Ozu (tels que Gosses de Tokyo en 1932) en sont un exemple. Shirō Kido dira d'ailleurs « Le style Kamata confronte le spectateur à la vérité humaine sous forme de scènes familières de la vie quotidienne ».
En 1931, Mon amie et mon épouse, réalisé par Heinosuke Gosho, devient le premier film parlant japonais et il est produit par la Shōchiku. Mais du fait des coûts de l'équipement sonore des salles et de l'influence des benshis, le cinéma parlant progresse lentement. Durant ces années, la rivalité avec la Nikkatsu Corporation et la Tōhō (avec la vedette Kazuo Hasegawa) est importante. Le studio déménage de Kamata à Ōfuna (ja), plus au sud de Tokyo.
Durant la Seconde Guerre mondiale, la Shōchiku produit des films patriotiques tels que Momotaro, l'aigle des mers et sa suite Momotaro, le divin soldat de la mer, tous deux réalisés par Mitsuyo Seo. Kenji Mizoguchi réalise un film sur l'histoire des 47 rōnin, récit très populaire au Japon. La Shōchiku est l'une des trois sociétés cinématographiques qui n'est pas nationalisée, avec la Tōhō et la Daiei. Shirō Kido, le directeur des studios, est étiqueté criminel de guerre de classe A en 1947 et est donc banni de l'industrie cinématographique ; il revient néanmoins à la tête du studio en 1951 (après le départ de l'armée américaine).
Pendant les années 1950, l'âge d'or du cinéma japonais, où la Shōchiku produit plus de 100 films par an, se développent des films de famille, avec des réalisateurs comme Yasujirō Ozu (Voyage à Tokyo ou Fleurs d'équinoxe) , Noboru Nakamura ou Keisuke Kinoshita (Vingt-quatre prunelles qui obtient le Golden Globe du meilleur film en langue étrangère). En 1951, le studio produit Carmen revient au pays, le premier film japonais en couleurs (en Fujicolor). La Shōchiku produira deux films d'Akira Kurosawa : Scandale et L'Idiot (d'après le roman de Fiodor Dostoïevski transposé au Japon après la Seconde Guerre mondiale). L'Idiot coûte très cher et est très long (4h25) ; le studio décide d'effectuer des coupes pour le ramener à 2h45, l'accueil critique est moyen au Japon et Akira Kurosawa restera en froid avec la Shōchiku. Le 10 septembre 1953, elle signe l'Accord des cinq compagnies avec les autres principaux studios japonais.
Les années 1960 sont peu prospères à cause de la crise économique générale (la Shintōhō fait faillite en 1961 et la Daiei en 1971). Elles se distinguent toutefois avec la série de films populaires Tora-san de Yōji Yamada, avec Kiyoshi Atsumi dans le rôle principal, et le succès de Hara-kiri de Masaki Kobayashi qui obtient le Prix du jury au festival de Cannes 1963. Parmi les nouveaux réalisateurs produits ces années-là, on peut citer Yoshishige Yoshida (avec son premier film, Bon à rien, en 1960), Nagisa Ōshima (Une ville d'amour et d'espoir) et Masahiro Shinoda ; leurs films sont rassemblés sous l'étiquette Shochiku New Wave, en référence à la Nouvelle Vague française.
Ces dernières années, le studio a produit des films de Umetsugu Inoue, Shōhei Imamura (La vengeance est à moi ou Eijanaika), de l'acteur Rentarō Mikuni avec Shinran ou la voix immaculée (Prix du Jury au festival de Cannes 1987), de Takeshi Kitano (Sonatine, mélodie mortelle), de Hou Hsiao-hsien (Les Fleurs de Shanghai), et de Nagisa Ōshima (Tabou).
C'est aujourd'hui un véritable empire : à la fois société de production, de distribution et propriétaire de salles. Elle gère notamment la fameuse salle Kabuki-za à Tokyo. Cette salle, dont la première inauguration eut lieu en 1889, rouvre ses portes pour la cinquième fois en 2013 à la suite de sa mise aux normes antisismiques japonaises.

## Filmographie sélective
Les principaux films de la Shōchiku sont :
- 1921 : Âmes sur la route (路上の霊魂, Rojō no Reikon) de Minoru Murata
- 1929 : Combats amicaux à la japonaise (和製喧嘩友達, Wasei kenka tomodachi) de Yasujirō Ozu
- 1929 : Le Galopin (突貫小僧, Tokkan kozo) de Yasujirō Ozu
- 1930 : Mademoiselle (お嬢さん, Ojōsan) de Yasujirō Ozu
- 1931 : Mon amie et mon épouse (マダムと女房, Madamu to Nyōbō) de Heinosuke Gosho
- 1933 : Une femme de Tokyo (東京の女, Tōkyō no onna) de Yasujirō Ozu
- 1933 : La Danseuse d'Izu (恋の花咲く伊豆の踊子, Koi no hana saku Izu no odoriko) de Heinosuke Gosho
- 1933 : L'Amour (愛撫, Ramūru) de Heinosuke Gosho
- 1933 : Cœur capricieux (出来ごころ, Dekigokoro) de Yasujirō Ozu
- 1933 : Après notre séparation (君と別れて, Kimi to wakarete) de Mikio Naruse
- 1933 : Rêves de chaque nuit (夜ごとの夢, Yogoto no yume) de Mikio Naruse
- 1934 : La Rue sans fin (限りなき舗道, Kagiri naki hodo) de Mikio Naruse
- 1935 : Le Fardeau de la vie (人生のお荷物, Jinsei no onimotsu) de Heinosuke Gosho
- 1935 : Okoto et Sasuke (春琴抄 お琴と佐助, Shunkinsho: Okoto to Sasuke) de Yasujirō Shimazu
- 1936 : La Femme de la brume (朧夜の女, Oboroyo no onna) de Heinosuke Gosho
- 1939 : Conte des chrysanthèmes tardifs (Zangiku monogatari) de Kenji Mizoguchi
- 1943 : Momotaro, l'aigle des mers (Momotaro no umiwashi) de Mitsuyo Seo
- 1944 : Trois Générations de Danjurō (Danjurō sandai) de Kenji Mizoguchi
- 1945 : Les Demoiselles d'Izu (伊豆の娘たち, Izu no musumetachi) de Heinosuke Gosho
- 1945 : L'Épée Bijomaru (名刀美女丸, Meitō bijomaru) de Kenji Mizoguchi
- 1945 : Momotaro, le divin soldat de la mer (Momotarô: Umi no shinpei) de Mitsuyo Seo
- 1946 : Le Matin de la famille Osone (大曾根家の朝, Osoneke no asashi) de Keisuke Kinoshita
- 1948 : Le Portrait (肖像, Shōzō?) de Keisuke Kinoshita
- 1950 : Scandale (醜聞, Shūbun) d'Akira Kurosawa
- 1951 : L'Idiot (Hakuchi) d'Akira Kurosawa
- 1953 : Voyage à Tokyo (東京物語, Tōkyō monogatari) de Yasujirō Ozu
- 1954 : Vingt-quatre prunelles (二十四の瞳, Nijūshi no hitomi) de Keisuke Kinoshita
- 1957 : Élégie du Nord (晩歌, Banka) de Heinosuke Gosho
- 1959 : Bonjour (おはよう, Ohayō) de Yasujirō Ozu
- 1962 : Hara-kiri (切腹, Seppuku) de Masaki Kobayashi
- 1964 : Assassinat (暗殺, Ansatsu) de Masahiro Shinoda
- 1965 : Le Sabre de la bête (獣の剣, Kedamono no ken) de Hideo Gosha
- 1967 : Le Banquet (宴, Utage) de Heinosuke Gosho
- 1974 : Les Derniers Samouraïs (Okami yo rakujitsu o kire) de Kenji Misumi
- 1979 : La vengeance est à moi (Fukushū suru wa ware ni ari) de Shōhei Imamura
- 1987 : Hachiko (ハチ公物語, Hachikō Monogatari) de Seijirō Kōyama
- 1987 : Shinran ou la voix immaculée de Rentarō Mikuni
- 1993 : Sonatine (ソナチネ, Sonachine) de Takeshi Kitano
- 1997 : L'Anguille (Unagi) de Shōhei Imamura
- 1998 : Les Fleurs de Shanghai de Hou Hsiao-hsien
- 1999 : Tabou de Nagisa Ōshima
- 2006 : Ghost Train (Otoshimono) de Takeshi Furusawa
- 2007 : Vexille de Fumihiko Sori
- 2007 : Piano Forest (ピアノの森, Piano no mori) de Masayuki Kojima
- 2007 : Big Man Japan (大日本人, Dai Nipponjin) de Hitoshi Matsumoto
- 2007 : Kaidan de Hideo Nakata
- 2008 : Akai ito de Shosuke Murakami
- 2009 : Kamui, le ninja solitaire de Yōichi Sai
- 2009 : Goemon: The Freedom Fighter de Kazuaki Kiriya
- 2019 : Ningen shikkaku: Dazai Osamu to san-nin no onnatachi